# BLEACH
《BLEACH》是由日本漫畫家久保帶人創作的少年漫畫，於集英社雜誌《週刊少年Jump》2001年36·37合併号至2016年38号間連載，單行本全74冊。在本作的設定中，「死神」是將滯留在人間的靈魂送往屍魂界或者地獄的使者，本作的主角黑崎一護是平凡的高中生，但擁有異常強大的靈力天份。與死神朽木露琪亞相遇後，他成了死神任務的代理人，並與惡靈「虛」和企圖傷害同伴的敵人戰鬥。
久保在歷經了前作《黑腕死神》的腰斬經驗後，以《BLEACH》進行再一次嘗試。編輯部原本拒絕，最終改為接受，在《赤丸Jump》上刊登本作的單篇版。單篇版的人氣促使《BLEACH》進到連載會議，並獲得眾編輯的青睞，得以發展成連載。漫畫的年度銷量在2009年達到高峰，之後人氣和銷量都逐漸走下坡。
截止至2022年，本作在全球已發行1億3000萬冊，是第七部銷量破億的《週刊少年Jump》作品。2004年，本作獲改編為同名電視動畫，在東京電視台播出，至2012年告一段落，並有四部劇場版動畫；最終章動畫版「千年血戰篇」已於2022年10月播出。除了動畫外，本作亦有多種改編媒體問世，包含衍生小說、電子遊戲、廣播劇、交換卡牌遊戲和真人電影。

## 劇情

### 基本設定
在《BLEACH》的世界觀中，融入了許多宗教元素設定，有「現世」和「屍魂界」兩個以生死分隔的世界。現世的人死亡後會化為魂魄，稱為「整」。若「整」受到欲望侵蝕，最終化為會傷害生者的「虛」，屍魂界的「死神」便會出面，用「斬魄刀」將「虛」送往「屍魂界」，生前罪孽深重者則送往「地獄」。在屍魂界的中央，有一個被隔絕的區域瀞靈廷，是貴族和死神居住的地方。普通的魂魄則住在流魂街，靈力強者有機會接受訓練成為死神。「護廷十三隊」是由死神組成、負責守護瀞靈廷的組織，每一隊由最優秀的兩人擔任正副隊長。作者於訪談中表示很喜歡佛教的事物，例如東仙要的卍解原型來自九相圖。「死神」使用了佛教以及九相圖的設定、作品中也融合了各種西方國家的宗教與典故，在角色的命名也結合了不同國家的地名，「十刃」以及「破面」設定源自伊斯蘭教、「星十字騎士團」的設定背景大部分來自德國或其它西方國家，結合了「基督教」以及「猶太教」的典故。

### 故事大綱
黑崎一護是能看見亡魂的高中生，一天死神朽木露琪亞伴隨著地獄蝶出現在他的房間，起初一護懷疑她的身分，但緊接著一隻虛攻擊了一護的家人。露琪亞在與虛的戰鬥中受傷，只好把死神的靈力分給一護，讓他成為死神將虛消滅，並驚訝地發現一護的靈力異常強大。由於一護將露琪亞的能力全吸收走，在這段時間，一護必須接手死神的任務，消滅在空座町一帶出沒的虛。
一護持續消滅虛的任務，直到有一天露琪亞轉讓死神能力被屍魂界發現，護廷十三隊六番隊正副隊長朽木白哉和阿散井戀次將她強制帶回屍魂界。露琪亞即將被判處死刑，為了救出露琪亞，一護接受浦原喜助的特訓而領悟斬魄刀「始解」，並和同學井上織姬和茶渡泰虎、滅卻師石田雨龍、浦原的老朋友四楓院夜一一同透過浦原的技術前往屍魂界。（代理死神篇·完）
一行人潛入瀞靈廷內不久後，備受愛戴的五番隊隊長藍染惣右介遭到殺害，引發瀞靈廷騷動。眾人身為入侵者「流禍」，遭到死神們的圍剿。一護在露琪亞被監禁之處「懺罪宮」前遇上朽木白哉，為了擊敗白哉，一護隨夜一進行斬魄刀「卍解」的修行，並以全新的力量阻止了行刑。而背負著殺害藍染罪名的十番隊日番谷冬獅郎認定三番隊隊長市丸銀為凶手，最後發現主使者是眾人認為已故的藍染。藍染在行刑現場展現出壓倒性力量，取得了露琪亞體內的「崩玉」，並與同夥撤退到「虛圈」。（屍魂界篇·完）
戰後屍魂界逐漸被修復，而一護則回到現世正式開始代理死神工作。另一方面，一護的父親一心查覺到藍染的陰謀，重新作為死神復出。藍染用崩玉的力量讓虛得到死神的力量，創造了一批「破面」。不久空座町遭到破面菁英「十刃」No.10牙密和No.4烏魯基歐拉襲擊，一護等人陷入苦戰。為了擁有與破面戰鬥的力量，一護必須能控制體內的虛，他親自拜訪了假面軍勢欲學習死神虛化。修行還未完成，一護就進入虛圈試圖營救被藍染抓走的織姬，在與烏魯基歐拉的死鬥中差點死亡，但靠著無意識的完全虛化逆轉。另一方面，根據死神們的調查，藍染欲製作「王鍵」以進入瀞靈廷靈王宮，而製作王鍵會犧牲空座町所有的魂魄。出現在現世的護廷十三隊的隊長們與藍染陣營在複製的空座町展開全面戰鬥。隊長們與數名十刃捉對廝殺，最終大多險勝，但藍染憑藉迷惑人心的「鏡花水月」能力，以一人之力重創護廷十三隊。一護從虛圈趕來現世，依然無法擊倒藍染。藍染與崩玉融合而得到超越死神與虛的力量，一護是僅剩的希望。一心用斷界的時間差協助一護進行修行，完成修行的一護以失去死神之力為代價發動「最後的月牙天衝」，成功打倒藍染，藍染被逮捕並遭監禁。（破面篇·完）
1年5個月後，高中三年級的一護成了平凡人，但對於沒有守護他人的能力感到耿耿於懷。完現術者集團XCUTION的首領銀城空吾找上一護，表示可以幫一護取回死神之力。在XCUTION的修行下，一護完成最終階段的完現術訓練，可以用代理死神證取回力量和斬魄刀，欲阻止傷害同伴的XCUTION前成員月島。然而月島擁有能改寫過去的棘手能力，一護苦戰中又遭到銀城背叛，被月島和銀城奪走完現術的靈力。前來支援的一眾死神與XCUTION全員開戰，原來銀城是脫離職守、另有意圖的代理死神，屍魂界特意讓一護將銀城引出來。最終一護在眾死神灌注靈力下恢復死神的力量，XCUTION則在銀城和月島戰死後正式解散。（代理死神消失篇·完）
重獲死神力量之後，一護正式返回代理死神的崗位，繼續在空座町執行工作。然而一群稱作「看不見的帝國」的滅卻師集團攻佔虛圈，將其他破面收編旗下作為兵力，入侵瀞靈廷殺害多名死神，並向總隊長山本元柳齋重國下達宣戰佈告。看不見的帝國的首領優哈巴哈即是滅卻師的始祖，以殺害靈王，創造沒有生死之分、沒有恐懼的世界為目標。石田雨龍也加入優哈巴哈的麾下。看不見的帝國再次進攻屍魂界時，優哈巴哈親自參戰，導致總隊長戰死，一護被優哈巴哈打敗。斬魄刀斷掉的一護在靈王宮接受零番隊的全新訓練，但他必須先了解自己的身世。經由一心的告知，一護知道自己已過世的母親有滅卻師血統，生下他前曾混到虛的存在。一護終於得以在內在世界中真正解放了血脈中的力量。
看不見的帝國發動總攻擊，死神難以抵擋，優哈巴哈得以進攻靈王宮，並假一護之手害死靈王。優哈巴哈奪走靈王的力量，成為能改寫未來的全知全能者。優哈巴哈在屍魂界建立起宮殿，一護等人闖入宮殿，石田雨龍棄暗投明提供幫助，但一護仍在戰鬥時被優哈巴哈奪走力量。最終在月島改寫過去、藍染使用鏡花水月、石田射出銀血栓之箭的助攻下，一護重拾力量，重創優哈巴哈，並拒絕優哈巴哈的理念。戰爭落幕十年後，一護和織姬結婚，育有一子一勇；露琪亞則晉升為隊長，和戀次育有一女莓花；其他夥伴和死神們也有各自的發展。一勇擁有不可思議的力量，僅憑一己之力便消滅了優哈巴哈的殘餘靈力。（千年血戰篇·完）
又過了2年，一護等人參加十三番隊隊長浮竹十四郎的魂葬，卻發現現世與地獄正處於平衡瀕臨破壞的狀態，而一勇則展現出能通往地獄的能力，並看見了地獄蝶，故事尚未完結。

## 製作

### 緣起
久保帶人創作《BLEACH》的起點是一張人物設定圖，這張圖上的人物就是後來的朽木露琪亞。圖中的露琪亞穿著一件黑色高中制服，並拿著一把大刀；久保在那時就認定這個角色將會是死神。因為想創造大家沒看過的東西，久保讓露琪亞穿上了和服，並從此開始創造《BLEACH》的世界觀。起初久保認為死神應該是拿槍，所以取的第一個標題是「Snipe」（意為狙擊），不過因為後來加入刀劍，這個標題就被捨棄了。接著久保想到死神的黑色服裝，欲起名為「Black」，但又覺得太普通。考慮過「White」之後，久保比較中意「Bleach」（意為漂白劑），欣賞後者與白色的關聯性，而且又不覺得太明顯。

### 創作方式
久保在繪製本作時著重於呈現氣氛，而不是文字或線條。他自稱如果格子裡的人物特別突出就不會想畫背景，新角色登場時背景也會是白色的。久保在畫漫畫時，會先想到角色，再想故事劇情。他舉茶渡為例：「第一次畫茶渡的臉時，我就想：『他是墨西哥人』，所以我開始圍繞著他創作一個故事。一旦你安排好一個角色，故事某種程度上就會自己動起來。」《BLEACH》中有大量的登場人物，並各有特色。久保表示，他在發想到角色時並沒有刻意要賦予他們特定個性，且他有的時候一個新角色都想不出來，有的時候卻能一口氣想出十個或更多。久保在畫完第一話的時候還沒安排屍魂界領導人的設定，不過已經想好一護的父親一心會是個死神。久保常被問到一護、露琪亞和織姬之間是否為三角戀關係，對此他表示不想把《BLEACH》弄成愛情故事，因為比起進入戀愛關係，關於這些角色的性格和可做之事還有更多令人興奮的東西。
久保喜歡的漫畫作品對《BLEACH》的創作有所啟發，例如日本超自然題材受到《鬼太郎》影響，武裝設計和戰鬥橋段則師法《聖鬥士星矢》。本作中的專有名詞借鑑甚廣。死神們的刀劍和法術名稱有許多取自古代日本文學，虛和破面的部分則使用西班牙語，角色名稱原型則是各國的建築家以及設計師。完現術者的設定主要搭配英文，名稱致敬搖滾音樂，而滅卻師和魂狩者皆受到德语影響。在角色的服裝設計上，久保表示，他只是讓角色穿上他自己想買但在商店找不到的服飾。對於如何繪製動作場面，久保表示他沒有模特兒，而是在腦中想像那個畫面並搭配搖滾樂，然後按下暫停，旋轉角色，找出最佳角度並畫出來。至於所謂的最佳角度，久保認為需要兼顧「酷炫」和「寫實」，夠寫實才能讓讀者體會角色的痛苦。故事中經常穿插幽默段子，久保表示他不是刻意要打破沉重橋段，而是在畫戰鬥畫到無聊時，就會加入一兩個笑話來給自己尋樂子。
對於台詞創作，久保自稱抱持著「讓台詞在被唸出來的時候化為美麗的聲響」的想法寫下這些台詞。他表示：「讀者用眼睛閱讀文字的同時，會無意識地在腦中聽見那個聲音。響起的漂亮台詞，就好比歌詞一樣，但能留下更深刻的印象，我是這麼想的。」單行本每一集的扉頁都有一段詩詞，官方稱之為「卷頭詩」（巻頭詩）或「卷頭歌」（巻頭歌）。久保在訪談中表示這些詩都是他親自寫的，他平時就會累積一些詩，內容寫角色給人的印象或委婉表達角色內心所想。如果累積起來的詩裡頭沒有適合的，就會再構思。
久保本來覺得用G筆畫圖很棘手，但在畫到《BLEACH》第10集的時候就習慣了。另外他原本還在用圓筆來畫陰影，第20集之後就全部都以G筆完稿，隨著逐漸熟練後已經覺得G筆和鉛筆沒兩樣，可以畫出非常細的線。久保在畫《BLEACH》時使用兩種筆，筆觸軟的用來畫對話框，另一支則用來畫人物。

## 連載過程

### 連載初期（2001－2009）
| 卷頭彩頁次數 | 卷頭彩頁次數 |
| 年份         | 次數         |
| ------------ | ------------ |
| 2001年       | 2            |
| 2002年       | 2            |
| 2003年       | 4            |
| 2004年       | 7            |
| 2005年       | 3            |
| 2006年       | 5            |
| 2007年       | 6            |
| 2008年       | 8            |
| 2009年       | 3            |

久保的前一部作品、同時也是首部連載《黑腕死神》連載於集英社雜誌《週刊少年Jump》（以下簡稱WJ）1999年34号至2000年11号，最終腰斬結束。他將《BLEACH》投稿給《WJ》編輯部，但遭到退稿。久保感到灰心喪志，但鳥山明寄了封鼓勵信讓他重新振作。編輯部很快發現誤判，接納了《BLEACH》。《BLEACH》的單篇版刊登於《赤丸Jump》2001年冬季號，並獲得讀者票選第一名，《BLEACH》因此被送進連載會議，最終得到全場一致同意。本作的責任編輯兼推手淺田貴典稱，久保筆下的角色和世界觀「在當時的少年雜誌中壓倒性地新意十足」。
《BLEACH》於2001年8月7日發售的《WJ》2001年36・37合併号（2001年8月20日・27日特大號）開始連載，並很快就大紅大紫，連載順位經常是前段班。《WJ》2004年33号上宣布本作將改編成電視動畫。《WJ》2004年44號和45號，本作得到連續2週封面加卷頭彩頁的待遇（第150、151話），是該雜誌史上首例。2005年5・6合併号上，本作刊登了罕見的一整話彩圖（第162話），儼然成為雜誌的代表作品之一，久保稱全部彩頁有如地獄一般。
本作連載同時，久保也在月刊《V Jump》2005年1月号至2007年9月号間連載衍生作品《COLORFUL BLEACH》（カラフル ブリーチ，簡稱）。久保當時收到《V Jump》編輯部的邀請，對方請他「把故事當中沒辦法畫的東西，用比較輕鬆的方式以每一格的形式來呈現」。久保自稱會花一整天來構思這個連載，且一開始的一格漫畫到後來變成七格甚至兩頁的短篇。

### 連載後期（2010－2016）
2010年48號進入「代理死神消失篇」。2010年52號的封面由《BLEACH》擔任主角，在該期中本篇獲得卷頭彩頁待遇，而配合劇場版的番外篇「BLEACH the unforgivens」則獲得中央彩頁，此為《WJ》史上首例。「代理死神消失篇」於2012年7號結束，久保休刊3週，並在2012年11號回歸，宣布劇情進入最終章，久保在原作中第55卷的作者留言中提到「故事終於來到最終章節，之前的死神的故事都是為了最終章節而存在的，希望大家都能陪伴我到最後」，後來將最終章節命名為「千年血戰篇」。2011年8月，為了紀念《BLEACH》開始連載10週年，官方在東京原宿的DESIGN FESTA GALLERY EAST舉辦「BLEACH死神10週年紀念活動 原宿卍解祭」（BLEACH10周年記念イベント原宿卍解祭），展期為8月7日至8月14日。
久保在連載第10年的時候健康惡化，覺得自己「漫畫家失格」、「是不是該把連載給結束掉呢」。但久保在2016年回憶道，那時他收到了一封重病男孩的書迷來信，內容令他深受感動，決定繼續提起畫筆。2012年36·37合併號，久保因為病倒而無法繪製原稿，休刊一回。2013年7月22日發售的2013年34號，久保進入為期7週的休刊，並在同年9月9日發售的2013年41號回歸，開啟最終章「千年血戰篇·訣別譚」（千年血戦篇・訣別譚）。
2016年7月4日發售的單行本第73冊中宣布，第74冊將會是完結篇。2016年8月8日發售的《WJ》2016年36·37合併号宣布，《BLEACH》將於下一期完結，並將有重大消息要宣布。本作的最終話發表於2016年8月22日發售的《WJ》2016年38号，為長達15年的連載畫下句點。

### 完結之後
《BLEACH》才剛完結，久保就病倒了，一直到該年11月才有辦法接下一份工作。又過了2年，久保在《WJ》2018年33號發表全新單篇《BURN THE WITCH》，該作中的「裏倫敦」即為「屍魂界·西梢局」。該單篇後來發展成短期集中連載，「Season 1」於《WJ》2020年38号至41号間連載。《WJ》2021年35号的下期預告中，宣布將刊載《BLEACH》的全新單篇故事，作為20週年紀念。2021年8月10日發售的《WJ》2021年36・37合併号刊載了全新單篇「獄頤鳴鳴篇」，篇幅多達73頁，並獲得特大中央彩頁的待遇。該期也宣布20週年活動「BLEACH誕生20週年紀念原畫展「BLEACH EX.」」（BLEACH生誕20周年記念原画展「BLEACH EX.」）將在東京澀谷HIKARIE開辦，展期為2021年12月18日至2022年1月16日，也是本作的首次原畫展覽。該展覽還在大阪市、秋田縣、廣島縣、札幌市、福冈县和岡山縣舉行。

## 發行
本作連載於日本集英社《週刊少年Jump》2001年36·37合併號至2016年37號，本篇共有686話，收錄在共74集的單行本當中。單行本第一冊於2002年1月5日發售，最後一冊則於2016年11月4日上市。在台灣，本作由東立出版社代理，於該出版社發行的《寶島少年》2002年第1期至2016年第38期間連載，並發行單行本。在美國，碧日傳媒擁有代理權，於《少年Jump》2007年11月號開始連載本作，但雜誌自2012年4月號後停刊，從此改以網路形式發表。在香港，本作的單行本由文化傳信代理。本作在中國大陸的發行時間較晚，2010年時確定由连环画出版社引进出版，北京中少动漫图书有限公司代理发行。

### 總集篇
2011年至2012年間，集英社將單行本前21集的內容整理成共6冊的總集篇，包含額外內容並復刻雜誌彩頁。
| 標題 | 出版日期                           | ISBN                   | 封面                             |
| ---- | ---------------------------------- | ---------------------- | -------------------------------- |
|      | 2011年8月22日                      | ISBN 978-4-08-111089-6 | 黑崎一護＆朽木露琪亞             |
|      | 2011年9月26日                      | ISBN 978-4-08-111090-2 | 黑崎一護＆石田雨龍               |
|      | 2011年10月24日                     | ISBN 978-4-08-111091-9 | 黑崎一護＆阿散井戀次             |
|      | 2011年11月28日                     | ISBN 978-4-08-111092-6 | 黑崎一護＆更木劍八               |
|      | 2011年12月26日                     | ISBN 978-4-08-111093-3 | 黑崎一護＆日番谷冬獅郎           |
|      | 2012年1月23日                      | ISBN 978-4-08-111094-0 | 黑崎一護＆朽木白哉               |
|      | 2012年6月4日（隨單行本第55集贈送） | ISBN 978-4-088704-18-0 | 黑崎一護（第二部劇情，死神狀態） |

## 相關媒體

### 小說
本作的衍生小說由集英社出版。除了「letters from the other side」取自漫畫的代理死神篇，「THE HONEY DISH RHAPSODY」為屍魂界篇正式落幕前的四天劇情，「Spirit Are Forever With You」和「The Death Save The Strawberry」闡述原著空座町大戰結束後的17個月間劇情以外，其他皆為動畫劇場版改編而成。漫畫完結後，描述千年血戰篇落幕後十年間的故事的「WE DO knot ALWAYS LOVE YOU」正式出版。
| 日文標題                                         | 中文標題                                 | 集英社                                                                 | 集英社                                                                                             | 東立出版社                                                              | 東立出版社                                                                                         | 作者                                                                                   | 封面                                                                 |
| 日文標題                                         | 中文標題                                 | 出版日期                                                               | ISBN                                                                                               | 出版日期                                                                | ISBN                                                                                               | 作者                                                                                   | 封面                                                                 |
| ------------------------------------------------ | ---------------------------------------- | ---------------------------------------------------------------------- | -------------------------------------------------------------------------------------------------- | ----------------------------------------------------------------------- | -------------------------------------------------------------------------------------------------- | -------------------------------------------------------------------------------------- | -------------------------------------------------------------------- |
| BLEACH letters from the other side               | BLEACH死神 letters from the other side   | 2004年12月15日                                                         | ISBN 4-08-703149-7                                                                                 | 2008年9月4日                                                            | ISBN 978-986-10-2201-7                                                                             | 久保帶人（原著）、松原真琴（小說）                                                     | 黑崎一護                                                             |
| BLEACH THE HONEY DISH RHAPSODY                   | BLEACH死神 THE HONEY DISH RHAPSODY       | 2006年10月30日                                                         | ISBN 4-08-703173-X                                                                                 | 2008年12月4日                                                           | ISBN 978-986-10-2817-0                                                                             | 久保帶人（原著）、松原真琴（小說）                                                     | 朽木露琪亞                                                           |
|                                                  | BLEACH死神劇場版─無人的回憶─             | 2006年12月23日                                                         | ISBN 4-08-703174-8                                                                                 | 2013年10月30日                                                          | ISBN 978-986-337-169-4                                                                             | 久保帶人（原著）、松原真琴（小說）、十川誠志（劇場版腳本）                             | 黑崎一護、朽木露琪亞、阿散井戀次、朽木白哉、日番谷冬獅郎、茜雫、嚴龍 |
|                                                  | 不適用                                   | 2007年12月1日                                                          | ISBN 978-4-08-703189-8                                                                             | 不適用                                                                  | 不適用                                                                                             | 久保帶人（原著）、松原真琴（小說）、横手美智子（劇場版腳本）                           | 黑崎一護、朽木露琪亞、阿散井戀次、日番谷冬獅郎、松本亂菊             |
|                                                  | 不適用                                   | 2008年12月15日                                                         | ISBN 978-4-08-703197-3                                                                             | 不適用                                                                  | 不適用                                                                                             | 久保帶人（原著）、松原真琴（小說）、高橋奈津子（劇場版腳本）、大久保昌弘（劇場版腳本） | 黑崎一護                                                             |
| BLEACH letters from the other side −new edition− | 不適用                                   | 2009年11月4日                                                          | ISBN 978-4-08-703212-3                                                                             | 不適用                                                                  | 不適用                                                                                             | 久保帶人（原著）、松原真琴（小說）                                                     | 黑崎一護                                                             |
|                                                  | 不適用                                   | 2010年12月6日                                                          | ISBN 978-4-08-703234-5                                                                             | 不適用                                                                  | 不適用                                                                                             | 久保帶人（原著）、松原真琴（小說）、高橋奈津子（劇場版腳本）、大久保昌弘（劇場版腳本） | 黑崎一護、朽木露琪亞、石田雨龍、阿散井戀次、黑刃、朱蓮               |
| BLEACH Spirit Are Forever With You               | BLEACH死神 Spirit Are Forever With You   | 2012年6月4日                                                           | ISBN 978-4-08-703265-9 （上冊） ISBN 978-4-08-703266-6 （下冊）                                    | 2013年9月5日（上冊） 2014年2月24日（下冊）                              | ISBN 978-986-337-286-8 （上冊） ISBN 978-986-348-248-2（下冊）                                     | 久保帶人（原著）、成田良悟（小說）                                                     | 痣城劍八（上冊）、雨露拓榴（下冊）                                   |
| BLEACH The Death Save The Strawberry             | BLEACH死神 The Death Save The Strawberry | 2012年9月4日                                                           | ISBN 978-4-08-703272-7                                                                             | 2015年2月12日                                                           | ISBN 978-986-382-694-1                                                                             | 久保帶人（原著）、松原真琴（小說）                                                     | 朽木露琪亞（第二部劇情）                                             |
| BLEACH WE DO knot ALWAYS LOVE YOU                | BLEACH死神 WE DO knot ALWAYS LOVE YOU    | 2016年12月27日                                                         | ISBN 978-4-08-703412-7                                                                             | 2017年7月20日                                                           | ISBN 978-986-486-455-3                                                                             | 久保帶人（原著）、松原真琴（小說）                                                     | 朽木露琪亞（第二部劇情三年後）                                       |
| BLEACH Can't Fear Your Own World                 | BLEACH死神 Can't Fear Your Own World     | 2017年8月4日（第一集） 2018年11月2日（第二集） 2018年12月4日（第三集） | ISBN 978-4-08-703424-0（第一集） ISBN 978-4-08-703464-6（第二集） ISBN 978-4-08-703466-0（第三集） | 2018年6月25日（第一集） 2020年6月11日（第二集） 2021年5月20日（第三集） | ISBN 978-957-261-042-8（第一集） ISBN 978-957-263-177-5（第二集） ISBN 978-957-266-216-8（第三集） | 久保帶人（原著）、成田良悟（小說）                                                     | 檜佐木修兵（第一集）、產絹彥彌（第二集）、綱彌代時灘（第三集）       |

### 角色書
| 標題                                      | 標題                               | 標題                                        | 集英社        | 集英社                 | 東立出版社     | 東立出版社             | 文化傳信      | 文化傳信               | 封面                |
| 日本                                      | 台灣                               | 香港                                        | 出版日期      | ISBN                   | 出版日期       | ISBN                   | 出版日期      | ISBN                   | 封面                |
| ----------------------------------------- | ---------------------------------- | ------------------------------------------- | ------------- | ---------------------- | -------------- | ---------------------- | ------------- | ---------------------- | ------------------- |
| BLEACH OFFICIAL CHARACTER BOOK SOULs.     | BLEACH死神公式角色設定集 SOULs.    | BLEACH漂靈 OFFICIAL CHARACTER BOOK SOULs    | 2006年2月19日 | ISBN 978-4-08-874079-3 | 2007年11月29日 | ISBN 978-986-10-0161-6 | 2006年8月8日  | ISBN 978-962-8945-43-6 | 黑崎一護            |
| BLEACH OFFICIAL CHARACTER BOOK 2 MASKED.  | BLEACH死神公式角色設定集2 MASKED   | BLEACH漂靈 OFFICIAL CHARACTER BOOK 2 MASKED | 2010年8月4日  | ISBN 978-4-08-874845-0 | 2011年8月12日  | ISBN 978-986-10-7958-5 | 2012年8月15日 |                        | 平子真子（110年前） |
| BLEACH OFFICIAL CHARACTER BOOK 3 UNMASKED | BLEACH死神公式角色設定集3 UNMASKED | 不適用                                      | 2011年6月3日  | ISBN 978-4-08-874861-0 | 2013年3月13日  | ISBN 978-986-324-068-6 | 不適用        | 不適用                 | 烏爾奇奧拉·西法     |
| BLEACH 13 BLADEs.                         | 不適用                             | 不適用                                      | 2015年8月4日  | ISBN 978-4-08-880525-2 | 不適用         | 不適用                 | 不適用        | 不適用                 | 護廷十三隊成員      |

### 畫集
| 日文標題                                  | 集英社        | 集英社                 | 封面     |
| 日文標題                                  | 出版日期      | ISBN                   | 封面     |
| ----------------------------------------- | ------------- | ---------------------- | -------- |
| BLEACHイラスト集 All Colour But The Black | 2006年12月4日 | ISBN 978-4-08-874173-0 | 黑崎一護 |
| BLEACHイラスト集 JET                      | 2018年12月4日 | ISBN 978-4-08-792525-8 | 黑崎一護 |
| BLEACH Brave Souls Official Artworks      | 2021年12月3日 | ISBN 978-4-08-874173-0 | 黑崎一護 |
| BLEACH EX. 公式図録 THE BLACK BROCHURE    | 2022年8月16日 | 不適用                 | 黑崎一護 |

### 相關書籍
| 標題                                 | 標題                              | 標題                              | 集英社        | 集英社                 | 東立出版社    | 東立出版社             | 文化傳信 | 文化傳信 | 封面                                                               |
| 日本                                 | 台灣                              | 香港                              | 出版日期      | ISBN                   | 出版日期      | ISBN                   | 出版日期 | ISBN     | 封面                                                               |
| ------------------------------------ | --------------------------------- | --------------------------------- | ------------- | ---------------------- | ------------- | ---------------------- | -------- | -------- | ------------------------------------------------------------------ |
| BLEACH OFFICIAL BOOTLEG カラブリ十   | BLEACH OFFICIAL BOOTLEG 死神秘笈+ | BLEACH OFFICIAL BOOTLEG 漂靈秘本+ | 2007年8月10日 | ISBN 978-4-08-874199-4 | 2010年12月3日 | ISBN 978-986-10-6015-6 |          |          | 黑崎一護、護廷十三隊人員                                           |
| PAINT JUMP Art of BLEACH             | 不適用                            | 不適用                            | 2008年4月4日  | ISBN 978-4-08-782167-3 | 不適用        | 不適用                 | 不適用   | 不適用   | 黑崎一護                                                           |
|                                      | 不適用                            | 不適用                            | 2012年9月4日  | ISBN 978-4-08-870530-9 | 不適用        | 不適用                 | 不適用   | 不適用   | 黑崎一護                                                           |
| BLEACH JCCOVER POSTCARD BOOK MAILs． | 不適用                            | 不適用                            | 2013年12月4日 | ISBN 978-4-08-880089-9 | 不適用        | 不適用                 | 不適用   | 不適用   | 黑崎一護、朽木露琪亞、阿散井戀次、日番谷冬獅郎、松本亂菊、井上織姬 |

### 動畫
本作的電視動畫由Studio Pierrot製作，阿部記之擔任導演，於2004年10月5日在東京電視台開播，2012年3月27日播畢，全366集。2020年3月的「BLEACH 20th Anniversary Project」直播上宣布，漫畫最終章「千年血戰篇」也將獲改編為動畫。2021年12月宣布「千年血戰篇」將以電視動畫形式於2022年10月播出，一樣由Studio Pierrot製作，導演換成田口智久。此外，本作至今也有四部劇場版動畫問世，按照上映順序分別是《別處的記憶》（2006年）、《鑽石星塵的反叛》（2007年）、《呼喚你的名字》（2008年）和《地獄篇》（2010年），皆同樣由Studio Pierrot製作動畫。

### 廣播節目
本作的廣播節目《BLEACH “B” STATION》於2005年4月4日開播，至2010年12月27日結束。廣播節目由大阪放送製作，並透過文化放送播出。主持人由電視動畫版的黑崎一護聲優森田成一擔任，其他聲優會輪流擔任「每月主持人」來到現場。

### 交換卡片遊戲
2007年，美國的Score Entertainment推出本作的交換卡片遊戲（TCG）《BLEACH戰鬥卡》，設計者由Aik Tongtharadol擔任。截至2008年12月，已有6個卡牌套組問世。2009年4月，Score Entertainment透過官網宣布取消原定3月上市的新套組，原因出在母公司Donruss被Panini Group收購、但Donruss的TCG部門沒有一併被買下。

### 電子遊戲
本作已被改編成多款電子遊戲。2005年，本作的第一款改編遊戲《BLEACH 死神 ～炙熱之魂～》由南夢宮在日本發行，適用於PSP，並發展成共有7集的系列作。南夢宮也推出了另外兩個系列《BLEACH 死神 ～刀刃戰士～》（PS2，2006年開始）和《BLEACH 死神 〜靈魂狂歡節〜》（PSP，2008年開始），主要只在日本國內發行，世嘉則為任天堂DS出品了《BLEACH 死神 DS》（2006年開始），並晚1年在歐美地區發行。另外，科樂美和索尼互動娛樂等公司也開發了可在其他平台上遊玩的《BLEACH》遊戲，近年則出現許多手機遊戲，如《BLEACH Brave Souls》。本作的主要角色也已在四款《WJ》授權格鬥遊戲登場。

### 舞台劇
本作獲改編為摇滚音乐剧《ROCK MUSICAL BLEACH》，由ネルケプランニング製作，首次演出於2005年在東京進行。經過幾齣戲碼的公演後，初代班底在2009年謝幕，由全新班底挑大梁的公演在2011年7月開始。最新一次的演出是在2024年。

### 真人電影
真人電影的改編計畫於2016年公開，由佐藤信介執導、福士蒼汰飾演主人翁黑崎一護。真人電影于2018年7月20日在日本上映。

## 迴響與人氣

### 評價
2005年，本作獲選為小学馆漫画赏少年向部門得獎作品。2006年，本作入圍美國動漫獎的最佳日本漫畫類別，但最終敗給《魔法水果籃》。2007年，網站About.com的黛比·青木（Deb Aoki）將本片列為還在連載中的最佳少年漫畫，與《光速蒙面俠21》並列。青木表示：「《BLEACH》經常處於《火影忍者》的影子之下，但一直以來都承載著引人入勝的故事、令人眼花撩亂的打鬥場面和絕佳的人物發展。」IGN的A·E·史派羅（A.E. Sparrow）在單行本第18冊的評論中大力推薦本作，稱讚動作場面令人心跳加速。然而，動畫新聞網編者尼克·費里曼（Nik Freeman）指出漫畫在後期走下坡，「破面篇」結束後許多粉絲選擇棄坑。費里曼分析道，「破面篇」結束後的「代理死神消失篇」雖然有可取之處，但整題而言還是太沒意義，最終章「千年血戰篇」則引入太多角色，沒有值得矚目的人物。2014年，日本《達文西雜誌》讓讀者票選《WJ》最佳漫畫，《BLEACH》排在第16名。2020年，朝日電視台舉辦「國民15萬人真格投票！漫畫總選舉」（国民15万人がガチで投票!漫画総選挙），《BLEACH》排名第23。

### 銷量
| 時間區段               | 發行冊數 | 排名 | 備註 | 來源    |
| ---------------------- | -------- | ---- | ---- | ------- |
| 2007年12月－2008年11月 | 316萬冊  | 5    |      | [ 111 ] |
| 2008年11月－2009年11月 | 647萬冊  | 3    |      | [ 112 ] |
| 2009年11月－2010年11月 | 520萬冊  | 5    |      | [ 113 ] |
| 2010年11月－2011年11月 | 418萬冊  | 8    |      | [ 114 ] |
| 2011年11月－2012年11月 | 297萬冊  | 12   |      | [ 115 ] |
| 2012年11月－2013年11月 | 275萬冊  | 15   |      | [ 116 ] |
| 2013年11月－2014年11月 | 298萬冊  | 18   |      | [ 117 ] |
| 2014年11月－2015年11月 | 281萬冊  | 21   |      | [ 118 ] |
| 2015年11月－2016年11月 | 225萬冊  | 17   |      | [ 119 ] |

| 截止時間   | 發行冊數             | 出處         | 備註    | 來源            |
| ---------- | -------------------- | ------------ | ------- | --------------- |
| 2010年10月 | 6,700万冊（日本）    | 新聞報導     |         | [ 120 ]         |
| 2011年1月  | 7,203万冊（日本）    | 集英社       |         | [ 121 ]         |
| 2012年2月  | 7,865万冊（日本）    | 集英社       |         | [ 121 ]         |
| 2013年2月  | 8,207万冊（日本）    | 集英社       |         | [ 122 ]         |
| 2014年2月  | 8,207万冊（日本）    | 集英社       |         | [ 123 ]         |
| 2016年8月  | 8,700万冊（日本）    | 新聞報導     | 1～73冊 | [ 124 ]         |
| 2017年7月  | 9,000万冊（日本）    | 新聞報導     |         | [ 125 ] [ 126 ] |
| 2018年2月  | 1億2,000万冊（全球） | 真人電影官方 |         | [ 127 ]         |
| 2022年7月  | 1億3,000万冊（全球） | 新聞報導     |         | [ 128 ]         |

本作是單行本銷量週榜的常客，新發行的集數經常出現在東販、Oricon、TSUTAYA的榜單上。2007年，根據Oricon統計，本作的第28冊是該年度第7暢銷的單行本。2008年的Oricon年榜上，本作的第32至35冊在前50名中佔了4個位子，並以316萬冊的系列銷量排名年度第五，略勝《NANA》一籌。2009年《BLEACH》的單行本創下647萬的銷量，晉升年度第三，僅次於其他兩部Jump作品《ONE PIECE》和《火影忍者》，並有六冊單行本排進前五十名。2010年時第42至47冊排進前五十名，排名中段，系列排名則降為第五，被《只想告訴你》和《FAIRY TAIL魔導少年》超車。
2009年之後，《BLEACH》的單行本年銷量有下滑跡象，自2012年份開始排名也掉出前十名。2012年，集英社公布歷來最暢銷的《WJ》連載，本作排名第六，僅次於《ONE PIECE》、《七龍珠》、《烏龍派出所》、《火影忍者》和《灌籃高手》。雜誌《創》2015年7月號披露三大漫畫出版社單行本首刷量最大的作品，《BLEACH》在集英社內排名第13，第66集首刷60萬冊，與《JoJolion》、《青之驅魔師》、《今天不上班》屬於同一階層。2010年代末，《BLEACH》的全球發行量突破1億冊，是《週刊少年Jump》有史以來第7部，前面六部達成此成就的作品分別是《烏龍派出所》、《七龍珠》、《JoJo的奇妙冒險》、《灌籃高手》、《ONE PIECE》和《火影忍者》，而在本作之後第8部破億冊的則是《鬼滅之刃》。

### 影響
《BLEACH》影響了眾多創作者。2016年開始在《週刊少年Jump》上連載《青春兵器No.01》的漫畫家長谷川智廣公開表示自己是《BLEACH》的大粉絲，並曾在首次投稿給漫畫獎的作品中模仿了《BLEACH》的咒文詠唱。《鬼滅之刃》作者吾峠呼世晴在《這本漫畫真厲害！》訪談中表示《BLEACH》是他最喜歡的三部漫畫之一，亦有媒體指出《鬼滅之刃》中的鬼殺隊設定和護廷十三隊類似。另一部Jump連載《咒術迴戰》的作者芥见下下在與久保的對談活動中，提到《BLEACH》對小學時期的他有明顯影響，並多次強調自己對該作品的喜愛。音樂團體YOASOBI接受《日經娛樂！》訪問時，負責作詞的Ayase表示，中學時讀的《BLEACH》深深影響了他對世界觀的創作。Ayase說明道，《BLEACH》當中的酷炫必殺技名稱，讓他想在日常生活使用但又不敢，而他在作曲時就切身感受到將自己覺得很酷但說不出來的歌詞寫出來是多麼重要。

## 備註
1. ↑  Oricon統計範圍有限，數據並不代表全日本的發行冊數。

## 外部連結
- 官方網站 （页面存档备份，存于）（日語）
- 週刊少年Jump官網上的《BLEACH》頁面 （页面存档备份，存于）（日語）